# چوپادرو (نیومکزیکو)
چوپادرو (به انگلیسی: Chupadero) یک منطقهٔ مسکونی در ایالات متحده آمریکا است که در شهرستان سنتافه، نیومکزیکو واقع شده‌است. چوپادرو ۳۶۲ نفر جمعیت دارد و ۲٬۰۸۵ متر بالاتر از سطح دریا واقع شده‌است.